# Аутобол у Београду
Аутобол у Београду, догађај у медијима познат и као Фудбал фићама била је прва аутобол утакмица у Европи. Одржана је 1978. године на стадиону Ташмајдан са аутомобилима Застава 750, познатијим као „Фића”.
Утакмицу су играле екипе ФК Црвене звезде и ФК Београда, а завршена је резултатом 8 : 7.

## Опште информације
Дана 14. маја на стадиону Ташмајдан пред око 1.500 навијача одржана је утакмица између екипа Црвене звезде који су били у црвеним аутомобилима и Београд, који су возили беле аутомобиле.
Била је ово прва аутобол утакмица на простору Европе, а на стадиону Ташмајдан учествовало је осам аутомобила Застава 750, који су имали за циљ да убаце лопту ткзв. „бубамару” од метар и по у мрежу противника, док голмана није било. Ауто школа која је донирала аутомобиле их је претходно расходовала из употребе, након што се на њима обучило неколико генерација возача.
Тадашњи југословенски медији истичу да су играчи били спретни и успешно клонили фаулова односно судара, а циљ је био да по сваку цену да гол, али и да се докаже возачко умеће.
Први гол постигла је екипа Црвене звезде, да би тим Београда изједначио. Након 70 минута утакмице резултат је био нерешен (2 : 2), па је судија свирао једанаестерце. Непосредно пре извођења пенала, чланови тима су покушали да исправе лимарију и охладе моторе аутомобила. После извођења пенала, Црвена звезда је победила у дуелу, резултатом 7 : 8.
Аутомобиле је обезбедила аутошкола „Црвени сигнал”, а спонзор утакмице било је предузеће Робне куће Београд. Судија на мечу био је Бранимир Перић Џо, аутомобилиста и организатор експедиције Заставама 101 од Крагујевца до Килиманџара, као и сарадник редитеља Горана Марковића приликом израде филма Национална класа, где је одиграо улогу судије на трци.